# Gods Will Be Watching
Gods Will Be Watching (en català es traduiria com Els Déus Estaran Observant encara que manté el seu títol en anglès en la versió espanyola del joc) és un videojoc d'aventura gràfica creat per l'estudi independent Deconstructeam i publicat per Devolver Digital el 24 de Julio de 2014. Descrit com un "thriller de point-and-click", el joc es desenvolupa entorn a una mecànica de gestió del temps i els recursos a la qual el jugador es troba en diferents escenaris amb la missió d'aturar una catàstrofe. La versió per a iOS de Gods Will Be Watching va sortir a la venda el 17 de desembre de 2015.